# Заборонена кімната (фільм, 2015)
«Заборонена кімната» (англ. The Forbidden Room) — канадський драматичний фільм, знятий Гаєм Меддіном. Світова прем'єра стрічки відбулась 26 січня 2015 року на кінофестивалі «Санденс».

## У ролях
- Рой Дюпюі — Чезаре
- Клара Ф'юрі — Марго
- Луїс Негін — Марв / Смізі / Марс / Організатор / містер Ланьон
- Удо Кір — граф Югх / дворецький / мертвий батько / захисник / фармацевт
- Григорій Гладій — доктор Дін
- Аріана Лабед — Алісія Ворлок, покоївка

## Визнання
| Нагороди та номінації фільму «Заборонена кімната» | Нагороди та номінації фільму «Заборонена кімната» | Нагороди та номінації фільму «Заборонена кімната» | Нагороди та номінації фільму «Заборонена кімната» | Нагороди та номінації фільму «Заборонена кімната» | Нагороди та номінації фільму «Заборонена кімната» |
| Рік                                               | Нагорода                                          | Категорія                                         | Номінант                                          | Результат                                         |                                                   |
| ------------------------------------------------- | ------------------------------------------------- | ------------------------------------------------- | ------------------------------------------------- | ------------------------------------------------- | ------------------------------------------------- |
| 2015                                              | Базельський кінофестиваль Bildrausch              | Найкращий режисер                                 | Гай Меддін                                        | Перемога                                          |                                                   |
| 2015                                              | Лас-Пальмаський кінофестиваль                     | Спеціальний приз журі                             | «Заборонена кімната»                              | Перемога                                          |                                                   |